# عالي قابو (غرمي)
عالي قابو (بالإنجليزية: Ali Qapu, Ardabil)‏ هي منطقة سكنية تقع في قسم انغوت الغربي الريفي في إيران. يقدر عدد سكانها بـ 122 نسمة .